# Oldenbergiella brumalis
Oldenbergiella brumalis är en tvåvingeart som beskrevs av Leander Czerny 1924. Oldenbergiella brumalis ingår i släktet Oldenbergiella och familjen myllflugor. Arten är reproducerande i Sverige. Inga underarter finns listade i Catalogue of Life.